# Seriemagasinet
Seriemagasinet var en svensk serietidning som startades 1948 och lades ned 2001. De första åren var Erwin Falking (1891–1956) engagerad som ansvarig utgivare, översättare och under 1½ år även som redaktör. 1950–1962 kom tidningen regelbundet ut med ett nummer i veckan.
Magasinet bestod initialt av dagspresserier som redigerats om till följetongsavsnitt anpassade för serietidningsformatet med avslutande serier gjorda direkt för serietidningsmarknaden, hämtade från bland annat USA och Frankrike. Sidorna kom att innehålla en stor mängd tecknade serier, främst av äventyrskaraktär, bland annat "Kilroy", "Steve Roper & Mike Nomad", "Kerry Drake", "Stålhanden", "Bob Morane", "Bruno Brazil", "Kelly Green", "Kobra" och "Dylan". Parallellt med huvudtidningen gavs tidningarna SM Special och Seriemagasinet Extra ut under 1970-, 1980- och 1990-talen. Dessutom förekom Seriemagasinet som en av de roterande titlarna i Serie-Pocket.
Under många år var insändarspalten klotterplanket en stående del av tidningen, och där gick debattens vågor höga i alla upptänkliga ämnen.

## Historik
De första två åren gavs tidningen ut varannan vecka. Utgivningstakten höjdes 1950 till ett nummer/vecka, men från och med 1963 blev det en månadstidning. Man införde formatet 17 X 25 cm och 32 sidor, vilket blev stilbildande och så småningom serietidningsstandard på den svenska marknaden.

### Första tiden
Första numret av Seriemagasinet kom ut under hösten 1948, som ett led i det lilla förlaget Press & Publicitys ambition att etablera sig på den jungfruliga svenska seriemarknaden. Det gjorde man genom att införa ett helt nytt format. De äventyrliga serieepisoderna fick bli längre än i andra svenska äventyrstidningar. Huvudnumret i tidningen var från första numret den italienska äventyrsserien Amok av Tony Chan, som därmed introducerades för en svensk publik. Man gav denna Fantomen-kopia namnet Kilroy i Sverige, efter klottret Kilroy was here!, som blivit så sällsamt populärt i andra världskrigets slutskede och nu nådde smått mytiska dimensioner. Det dök upp på de mest spridda och oåtkomliga platser i världen, men ingen verkade veta vem som skrev det. Således hade nummer 1/1948 på framsidan några serierutor med "Kilroy" och rubriken KILROY är här!.
Detta visade sig vara ett genidrag och succén var snart ett faktum. "Kilroy" hade stor del i denna framgång. En av de populäraste serierna efter "Kilroy" var Alfred Andriolas polisdeckare "Kerry Drake", som dök upp först i nummer 1/1949.
Seriemagasinet trycktes bortsett från omslagen i svart/vitt, men enstaka bildrutor kunde fram till mitten av 1950-talet ha inslag av färg.

### 1950-talet
Press & Publicity arbetade tack vare Seriemagasinets popularitet snart upp sig till en marknadsledande position som serieutgivare i Sverige och bytte namn till Centerförlaget.
Då de italienska avsnitten av "Kilroy" av olika anledningar slutade levereras i början på 1950-talet, tog det svenska förlaget sig för att självt producera nya avsnitt av den svenske tecknaren Rolf Gohs med start 1952. Gohs tecknade också flera egna äventyrsserier för tidningen under denna tid. Även Nils Egerbrandt bidrog med teckningar till tidningen, främst omslag, men även med sin första publicerade serie, skämtserien "Mickel & Mackel" 1951–1952.

### Fotnoter
1. 1 2  Seriefrämjandets Seriewiki
2. ↑  Swecomics: Svenska serietidningar 1937– . Arkiverad 1 mars 2010 hämtat från the Wayback Machine. Passagen webbplats om svensk serietidningshistoria.